# Wilaya des Oasis
1962–1974
Entités précédentes :
- Département des Oasis

Entités suivantes :
- Ouargla
- Laghouat
- Tamanrasset

La wilaya des Oasis était une division administrative algérienne formée en 1962 après l'indépendance du pays. Elle fait suite au département des Oasis, dont elle reprend la superficie. En 1968, cette subdivision passe du statut de département à celui de wilaya.
Sa préfecture se situait à Ouargla puis Laghouat.

## Walis
Le poste de wali de la wilaya de Ouargla a été occupé par plusieurs personnalités politiques nationales depuis sa création le 16 mai 1963 par le décret no 63-189 qui organise le territoire algérien en un nombre de quinze wilayas.
| N° | Wali                   | Début           | Fin               |
| -- | ---------------------- | --------------- | ----------------- |
| 1  | Mohamed Bellounar      | 5 juillet 1962  | 14 juillet 1964   |
| 2  | Abdelkader Maâchou     | 14 juillet 1964 | 5 décembre 1964   |
| 3  | Abderrahmane Bendjaber | 22 janvier 1965 | 6 avril 1965      |
| 4  | Abdallah Fadel         | 8 juin 1965     | 1970              |
| 5  | Mohamed Lamine Gherieb | 12 octobre 1970 | 17 septembre 1974 |